# Mesofinansiering
Mesofinansiering är ett relativt nytt koncept inom finansieringsvärlden. Mesofinansieringslån har ett startbelopp på 1000 euro och är särskilt avsedda för små och medelstora företag.
Små och medelstora företag som behöver extra kapital är ofta för stora för mikrokrediter på grund av sin högre företagskomplexitet jämfört med små företag, men för små för vanliga lån från en bank. Banker avvisar ofta låneansökningar från små och medelstora företag på grund av brist på djupgående redovisningsdata, vilket gör det mycket svårt för dem att få finansiering. Eftersom den rapporterade finansiella informationen ofta är mycket grundläggande, innebär det att dessa finansiella översikter ofta inte lever upp till de krav som bankerna ställer. Som ett resultat går små och medelstora företag ofta miste om kapitaltillgång från antingen mikrofinansiering eller vanliga banklån. Därför kallas även små och medelstora företagssektorn för den "saknade mitten". För närvarande uppgår denna skillnad till 0,7 biljoner dollar.